# بخش لوما
بخش لوما (به سوئدی: Lomma kommun) یک ناحیه شهری در سوئد است که در شهرستان اسکونه واقع شده‌است.